# 奧迭內省
9°30′N 7°34′W / 9.500°N 7.567°W

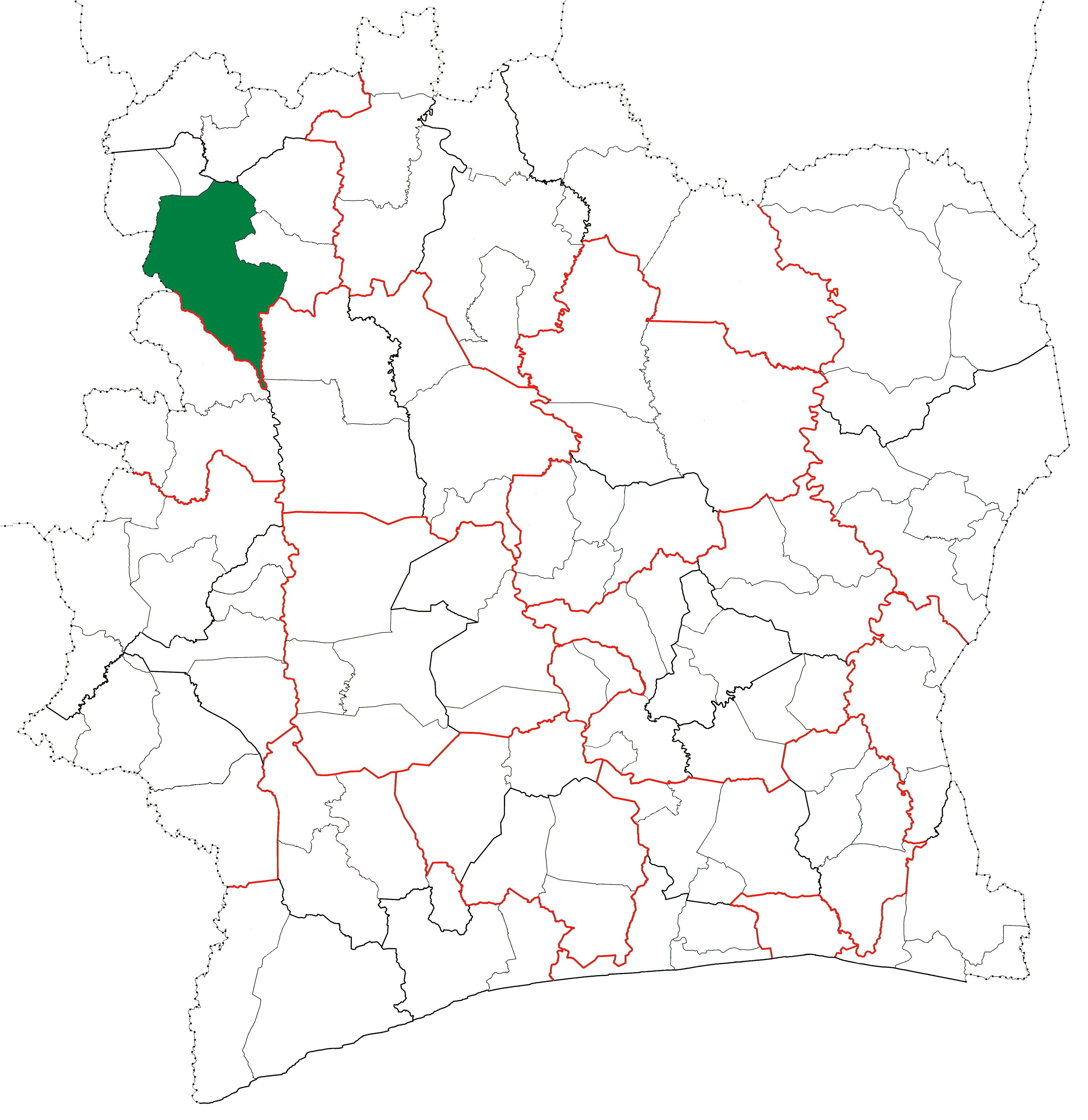

奧迭內省（Odienné Department），是科特迪瓦的省份，位於該國西北部登蓋萊區，由卡巴杜古大區負責管轄，首府設於奧迭內，成立於1969年，面積3,381平方公里，2014年人口91,691，人口密度每平方公里27人。